# Fair Oaks (Californie)
Pour les articles homonymes, voir Fair Oaks.
Fair Oaks est une census-designated place (CDP) située dans le comté de Sacramento, en Californie.

## Démographie
| 1980   | 1990   | 2000   | 2010   | - | - |
| ------ | ------ | ------ | ------ | - | - |
| 23 294 | 26 867 | 28 008 | 30 912 | - | - |